# 安吉丽娜·朱莉
安吉丽娜·朱莉（又译作安杰利娜·朱莉）（英語：Angelina Jolie，1975年6月4日—），本名安潔莉娜·裘莉·沃特（Angelina Jolie Voight），美国女演员、慈善家、社会活动家。美國紐約大學校友，联合国儿童亲善大使，曾任聯合國難民署高級專員特使。她兩度入圍奧斯卡金像獎，並在2000年以《女生向前走》獲得第72屆奧斯卡最佳女配角。
裘莉最成功的商业片是《黑魔女：沉睡魔咒》，票房收入7.58亿美元。《史密斯行动》，票房收入4.78亿美元，《刺客聯盟》票房收入3.41亿美元，《特務間諜》票房收入2.93亿美元，《致命伴旅》票房收入2.78亿美元，《古墓奇兵》票房收入2.74亿美元，以及《驚天動地60秒》全球票房收入2.37亿美元。

## 童年生活
安潔莉娜·裘莉生于美国加州的洛杉矶。父亲為斯洛伐克裔美国演员、奥斯卡获得者強·沃特（Jon Voight），母亲瑪絲琳·貝唐（Marcheline Bertrand）是法国裔加拿大人和易洛魁聯盟印第安人的后代。安吉丽娜·朱莉很小的时候父母就离异。11岁时开始崇拜迈克尔·杰克逊，并穿上钉满钉的皮夹克。安吉丽娜与父亲关系长期不和，后她与父亲断绝父女关系，并从名字中去掉了「Voight」。直到2009年，安吉丽娜·朱莉开始与父亲接触，父女关系得到缓和。

## 演藝事業

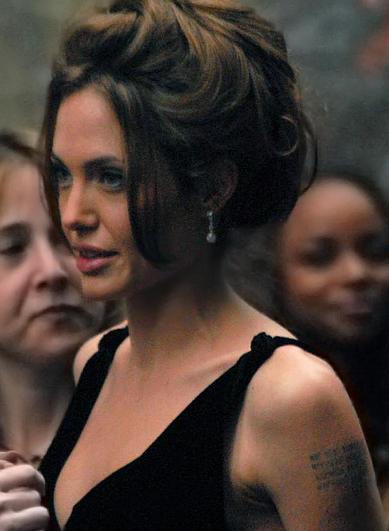
電影《死心不息》的首映

1993年，安吉丽娜·朱莉进入电影圈，在《电子人2》中做了一个跑龙套的小角色，接着1995年又在《駭客》中扮演了一名網路駭客。朱莉进入好莱坞后，在演了一些反映平淡的影片后，终于在1997年因为在电视电影《乔治·沃莱斯》中出演乔治·沃莱斯的妻子而一鸣惊人，获得金球奖。紧接着她拍摄的一部HBO的《霓裳情挑》又为她获得艾美奖提名，並獲得1999年金球獎電視電影最佳女演員獎。年轻的安吉丽娜从此名声鹊起，成为好莱坞后起之秀中的佼佼者。2000年安吉丽娜·朱莉因《女生向前走》获得第72届奥斯卡金像奖最佳女配角奖及同年金球奖最佳女配角奖。安吉丽娜·朱莉世界闻名是因为2001年主演了《古墓丽影》，2003年主演了其续集，這是一部改編自著名的同名电子游戏而成的電影。安吉丽娜·朱莉在影片中扮演了女英雄劳拉。2009年，憑電影《換命謊言》獲提名奧斯卡金像獎及金球獎最佳女主角。她的下一部电影是《致命伴旅》，导演为奥斯卡奖得主弗洛里安·亨克尔·冯·杜能斯马克。罗杰·艾伯特写道：“朱莉将她性感美人的角色演的淋漓尽致。”每日星报（一份英国报纸）将她称为“丝丝作响的女妖”。时光网影评：“安吉丽娜.朱莉的字典里也许没有“收敛”两字，她总是在电影中地尽情绽放着自己的性感，她的性感带着野性，如同一朵带刺的玫瑰般让人想要去摘取却总会被刺扎得满手鲜血。”由于出色的演技，安吉丽娜·朱莉获得了青少年选择奖以及两项金球奖和一项民众选择奖提名。2014年《黑魔女：沉睡魔咒》全球票房总收入$758,410,378，是目前朱莉主演票房最高的作品，巩固了她全球最贵女星的地位。

2011年首次执导的电影《血与蜜之地》讲述了波黑战争中的故事，获得许多业内人士的认可，但也有人批评该片节奏拖沓、表现力十分单薄。第二部导演作品《坚不可摧》改编自奥运会运动员路易·赞贝里尼的真实经历，将于2014年圣诞节上映。

## 私生活

### 恋情
1996年，安吉丽娜·朱莉与日裔美籍名模清水珍妮因在电影《恶女帮》里扮演同性恋人相识，拍完电影之后两人就真的成了恋人。安吉丽娜在1997年接受英国杂志《News Of The World》访问时，坦言当年拍片时同清水珍妮擦出爱的火花，說当年若不是和英国男星強尼·李·米勒結婚，她可能就會與清水珍妮結婚。
1999年離婚后，隔年安吉丽娜与導演比利·鮑伯·松頓闪电再婚，兩年後領養柬埔寨男孩，2003年5月离婚。

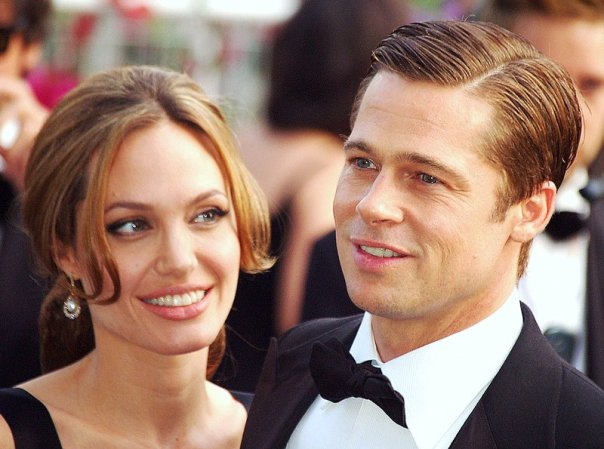
安祖蓮娜和布拉德·皮特，2008年。

2004年，安潔莉娜跟男星布拉德·皮特因拍攝电影《史密斯行动》傳出戀情，其後皮特於2005年3月跟妻子珍妮佛·安妮斯頓宣佈離婚。同年4月，傳媒拍得皮特和安潔莉娜於肯亞一起，他們的戀情正式曝光，傳媒稱他倆為「布裘（Brangelina）」。2006年1月11日，安吉丽娜宣佈懷孕，同年5月27日安吉丽娜於納米比亞產下女兒，女兒的照片以410萬美元賣給雜誌《People》作慈善用途。2007年，裘莉出席第61屆坎城影展時，向傳媒透露她懷有雙生女，預產期原定2008年8月中，但裘莉卻提前於法國尼斯剖腹產下龍鳳胎，龍鳳胎的照片更以1億港元賣給雜誌《People》作慈善用途，這照片成為史上最貴明星骨肉照。2014年8月20日，与布拉德·皮特在法国南部一名Miraval酒庄的私人教堂内举行婚礼，两人仅邀请双方至亲好友出席，他们的六个孩子共同见证了这一时刻。据悉，两人是在美国加利福尼亚登记结婚，后前往法国举行婚礼。
原本裘莉始終堅稱并非布萊德彼特與珍妮佛兩人婚姻的第三者。直至2008年，她在雜誌專訪時坦承於《史密斯行动》拍攝期間就已開始與布萊德彼特相戀，引發社會震撼。她和布萊德彼特熱戀七年，終於在2012年訂婚，2014年8月23日在法國完婚。
2016年9月申請離婚，之後進展緩慢，2019年4月離婚完成。

### 兒女
- 長子：Maddox Jolie-Pitt，2002年領養的柬埔寨男孩
- 長女：Zahara Jolie-Pitt，2005年領養的衣索比亞女孩
- 次女：Shiloh Jolie-Pitt，2006年於納米比亞出生，與布萊德·彼特所生。
- 次子：Pax Jolie-Pitt，2007年3月領養的越南男孩
- 三女：Vivienne Jolie-Pitt（雙胞胎），2008年於法國尼斯出生，與布萊德·彼特所生。
- 三子：Knox Jolie-Pitt（雙胞胎），2008年於法國尼斯出生，與布萊德·彼特所生。

## 慈善事业

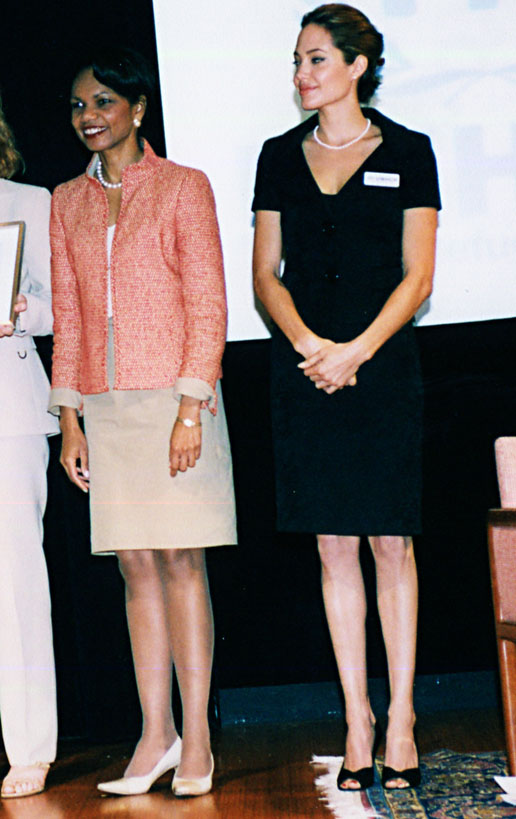
赖斯和安吉丽娜·朱莉

2001年，安潔莉娜·裘莉捐給了聯合國難民署100萬美元，以幫助阿富汗難民，裘莉的這一舉動得到了聯合國難民署的高度讚揚。同年，她被任命為難民署親善大使。此後，安潔莉娜·裘莉 曾出訪過塞拉利昂、坦桑尼亞和巴基斯坦、乍得以及俄羅斯車臣等許多國家、地區的難民營。
為表揚其慈善工作，特別是在發起運動消除戰區性暴力問題方面的工作，她在2014年獲英國政府以名譽性質授予DCMG勳銜。
2012年4月17日，在擔任聯合國難民署親善大使十多年後，朱莉晉升為高級專員安东尼奥·古特雷斯的特使，成為該組織內首位擔任此類職務的人。在她擴大的角色中，她被授權在外交層面代表古特雷斯和聯合國難民署，重點關注重大難民危機。
在晉升後的幾個月裡，她作為特使首次訪問厄瓜多爾，這是她第三次訪問厄瓜多爾，在那裡她會見了哥倫比亞難民，她陪同古特雷斯對約旦進行了為期一周的訪問，黎巴嫩、土耳其和伊拉克評估鄰國敘利亞難民的情況。從那以後，朱莉在世界各地進行了十多次實地考察，與難民會面並代表他們進行宣傳。
朱莉於2022年12月辭去特使職務。在她的聲明中，她承諾繼續為難民辯護。
聯合國副秘書長梅麗莎·弗萊明曾在難民機構擔任通訊主任多年，並與朱莉共事，她表示， 這位女演員“打開了公眾的視野、思想和心靈”。

## 軼事
- 祖莉自稱對男女兩性都有興趣。[13]
- 身上有多處紋身。

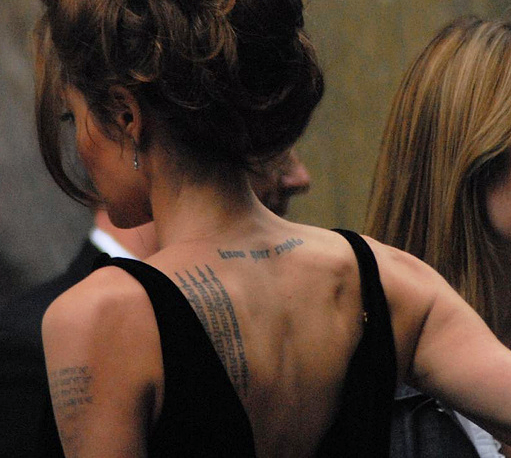
背后的刺符

- 安祖蓮娜·祖莉於專訪時曾表示年少吸食過多種藥物及毒品。[14]
- 曾因各種壓力而感到厭世，在20多歲時雇用殺手殺掉自己。[15]
- 安祖蓮娜·祖莉2005年當選著名男性雜誌《男人幫》（FHM）一年一度的百大性感女星排行榜第3位。[16]。
- 2005年她榮獲美國影藝學院頒發的珍·赫蕭特人道精神獎。[17]
- 因她的母親56歲就罹患卵巢癌死亡，本身是癌症高風險群，為了釐清自己的罹癌風險，而接受了BRCA基因檢測。結果顯示，她的DNA帶有家族遺傳性乳癌/卵巢癌的BRCA基因突變，將使乳癌和卵巢癌的罹患風險高達87%和50%。2013年4月27日為預防患乳腺癌和卵巢癌而切除乳腺。[18][19]
- 2014年安祖蓮娜祖莉獲英女皇頒授聖米高及聖喬治最傑出榮譽爵級勳銜，但由於她不是英國人，也不是英聯邦成員國的公民，因此她不能在名字前面加上「女爵士」的稱號。[20]

## 影视作品

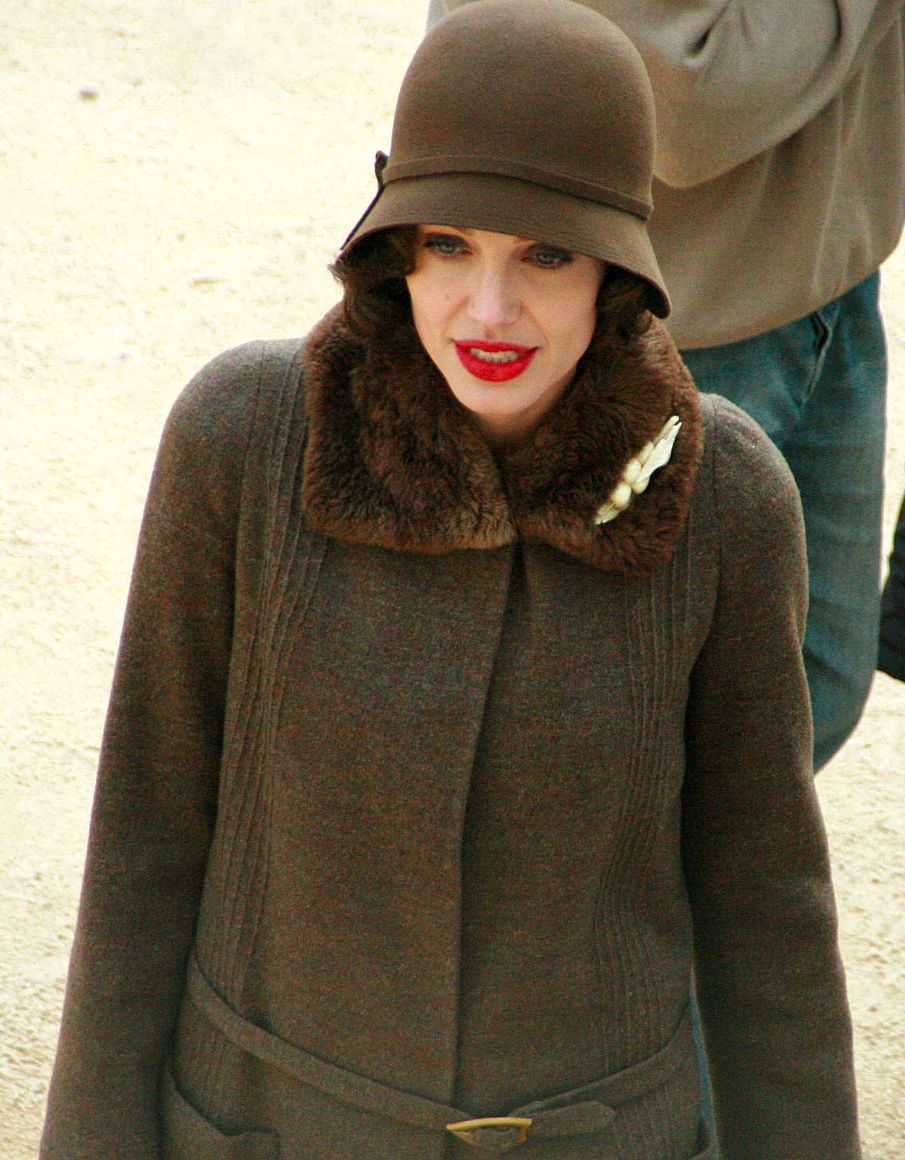
安祖蓮娜·祖莉拍攝《陌生的孩子》中

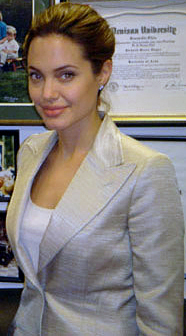
安吉丽娜·朱莉

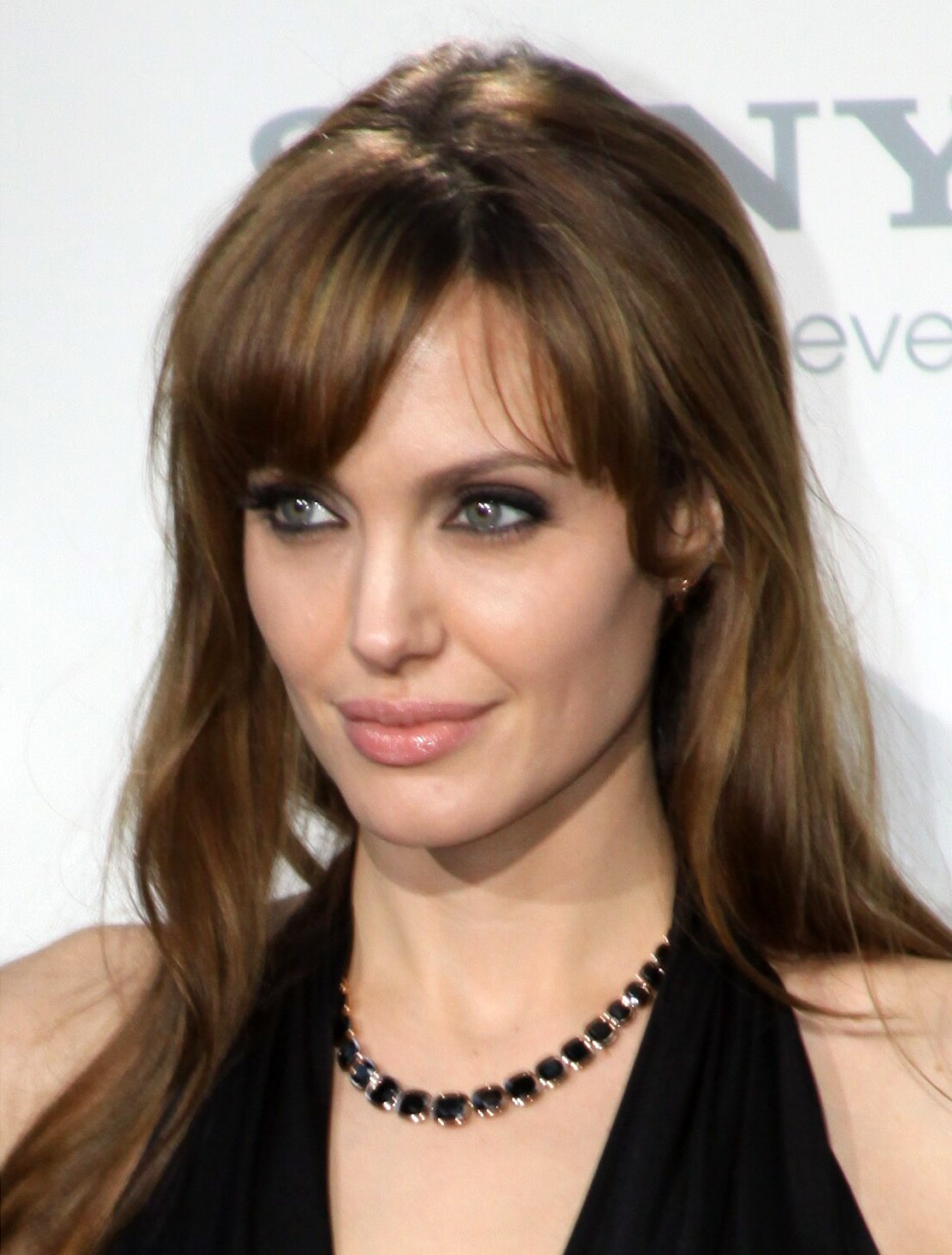
2010年，在柏林宣传電影《特務間諜》

| 电影   | 电影                                  | 电影                                           | 电影                          | 电影 |
| 年份   | 片名                                  | 英文                                           | 角色                          | 备注 |
| ------ | ------------------------------------- | ---------------------------------------------- | ----------------------------- | --- |
| 1982年 | 《撲克蕾絲》                          | （Lookin' to Get Out）                         | Tosh Warner                   | |
| 1993年 | 《無影終結者》                        | （Cyborg 2）                                   | Casella 'Cash' Reese          | |
| 1993年 |                                       | （Alice & Viril）                              | Alice                         | |
| 1993年 |                                       | （Angela & Viril）                             | Angela                        | |
| 1995年 | 《證據拼圖》                          | （Without Evidence）                           | Jodie Swearingen              | |
| 1995年 | 《駭客入侵》《網路骇客》              | （Hackers）                                    | Kate                          | |
| 1996年 | 《2003羅密歐與茱麗葉》                | （Love is All There Is）                       | Gina Malacici                 | |
| 1996年 | 《迷幻激情》                          | （Mojave Moon）                                | Eleanor 'Elie' Rigby          | |
| 1996年 | 《惡女幫》《烈火青春》/《校園古惑女》 | （Foxfire）                                    | Legs Sadovsky                 | |
| 1997年 | 《洛城疑雲》                          | （Playing God）                                | Claire                        | |
| 1997年 | 《風雲傳奇》                          | （George Wallace）                             | Cornelia Wallace              | 金球獎電視劇、連續短劇與電視電影最佳女配角 提名—黃金時段艾美獎迷你劇集及電視電影最佳女配角                                                                           |
| 1997年 | 《邊城婦女心》                        | （True Women）                                 | Georgia Virginia Lawshe Woods | |
| 1998年 | 《随心所欲》                          | （Playing by Heart）                           | Joan                          | |
| 1998年 | 《絕命捍衛戰》                        | （Hell's Kitchen）                             | Gloria McNeary                | |
| 1998年 | 《霓裳情挑》                          | （Gia）                                        | Gia Carangi                   | 金球獎連續短劇及電視電影最佳女主角 提名—美國演員工會獎電視電影及連續短劇最佳女主角 提名黃金時段艾美獎迷你劇集及電視電影最佳女主角                                    |
| 1999年 | 《人骨拼圖》                          | （The Bone Collector）                         | Amelia Donaghy                | |
| 1999年 | 《女生向前走》                        | （Girl, Interrupted）                          | Lisa                          | 奧斯卡最佳女配角獎 金球獎最佳電影女配角 美國演員工會獎最佳女配角 |
| 1999年 | 《空中塞车》                          | （Pushing Tin）                                | Mary Bell                     | |
| 2000年 | 《驚天動地60秒》                      | （Gone in Sixty Seconds）                      | Sara 'Sway' Wayland           | |
| 2001年 | 《古墓丽影》                          | （Lara Croft: Tomb Raider）                    | 劳拉·克罗夫特                 | 提名—土星獎最佳女主角 |
| 2001年 | 《枕邊陷阱》                          | （Original Sin）                               | Julia Russell / Bonny Castle  | |
| 2002年 | 《命運倒數》                          | （Life or Something Like It）                  | Lanie Kerrigan                | |
| 2003年 | 《古墓奇兵：風起雲湧》                | （Lara Croft Tomb Raider: The Cradle of Life） | 劳拉·克罗夫特                 | |
| 2003年 | 《戰火情人》                          | （Beyond Borders）                             | Sarah Jordan                  | |
| 2004年 | 《亞歷山大帝》                        | （Alexander）                                  | Olympias                      | |
| 2004年 | 《鯊魚黑幫》                          | （Shark Tale）                                 | Lola（配音）                  | |
| 2004年 | 《機動殺人》                          | （Taking Lives）                               | Illeana                       | |
| 2004年 | 《熾烈心靈》                          | （The Fever）                                  | Revolutionary                 | |
| 2004年 | 《明日世界》                          | （Sky Captain and the World of Tomorrow ）     | Franky                        | |
| 2005年 | 《史密斯任務》                        | （Mr. and Mrs. Smith）                         | Jane Smith                    | |
| 2006年 | 《特務風雲：中情局誕生秘辛》          | （The Good Shepherd）                          | Margaret 'Clover' Russell     | |
| 2007年 | 《死心不息》                          | （A Mighty Heart）                             | Mariane Pearl                 | 提名—金球奖剧情类电影最佳女主角 提名—美國演員工會獎最佳女主角 提名—芝加哥影評人協會最佳女主角 提名—美國獨立精神獎最佳女主角                                          |
| 2007年 | 《魔戰王：貝奧武夫》                  | （Beowulf）                                    | Grendel's Mother              | |
| 2008年 | 《殺神特工》                          | （Wanted）                                     | Fox                           | |
| 2008年 | 《功夫熊貓》                          | （Kung Fu Panda）                              | Tigress（配音）               | |
| 2008年 | 《換命謊言》                          | （Changeling）                                 | Christine Collins             | 土星獎最佳女主角 提名—奧斯卡最佳女主角獎 提名—英國電影學院獎最佳女主角 提名—金球奖剧情类电影最佳女主角 提名—美國演員工會獎最佳女主角 提名—芝加哥影評人協會最佳女主角 |
| 2010年 | 《機密邂逅》                          | （The Tourist）                                | Elise Clifton-Ward            | 提名—金球獎最佳音樂及喜劇類電影女主角 |
| 2010年 | 《叛諜狂花》                          | （Salt）                                       | Evelyn Salt                   | 提名—土星獎最佳女主角 |
| 2011年 | 《功夫熊貓2》                         | （Kung Fu Panda 2）                            | Tigress（配音）               | |
| 2011年 | 《愛在血淚交織時》                    | （In the Land of Blood and Honey）             |                               | 导演、监制 |
| 2014年 | 《黑魔女：沉睡魔咒》                  | （Maleficent）                                 | Maleficent                    | 监制 |
| 2014年 | 《坚不可摧》                          | （Unbroken）                                   |                               | 导演、监制 |
| 2015年 | 《海邊》                              | （By the Sea）                                 | Vanessa                       | 导演、监制 |
| 2016年 | 《功夫熊貓3》                         | （Kung Fu Panda 3）                            | Tigress（配音）               | |
| 2019年 | 《黑魔后2》                           | （Maleficent：Mistress of Evil）               | Maleficent                    | 监制 |
| 2021年 | 《那些希望我死的人》                  | （Those Who Wish Me Dead）                     | Hannah Faber                  | |
| 2021年 | 《永恆族》                            | （The Eternals）                               | Thena                         | |
| 2024年 | 《玛丽亚》                            | （Maria）                                      | 瑪麗亞·卡拉絲                 | |
| 2024年 | 《不流血》                            | （Without Blood）                              |                               | 导演、编剧、监制 |

## 争议言论
- 2014年她曾在上海被問到最喜歡哪位「中國導演」，回答欣賞李安，並直言他是台灣人而非中國人[21]
- 2018年6月16日，作为联合国难民署特别代表，安吉丽娜·朱莉访问了伊拉克摩苏尔城，朱莉表示，“虽然他们一无所有，但他们有了自由！”[22][23]

## 外部連結
- 安吉丽娜·朱莉在互联网电影资料库（IMDb）上的資料（英文）
- 在AllMovie上安吉丽娜·朱莉的頁面（英文）
- UNHCR Goodwill Ambassador Angelina Jolie（页面存档备份，存于），联合国难民署网站
- Journey Through Eastern Congo, multimedia journal narrated by Jolie
- Interviews with Angelina Jolie by 查理·羅斯
- Angelina Jolie的Instagram帳戶 （页面存档备份，存于）

| 獎項                            | 獎項                                           | 獎項                              |
| ------------------------------- | ---------------------------------------------- | --------------------------------- |
| 上一届： 茱蒂·丹契 《莎翁情史》 | 奧斯卡最佳女配角 1999年 《女生向前走》         | 下一届： 《波拉克與他的情人》     |
| 上一届： 凱西·貝茲 《風起雲湧》 | 美國演員工會獎最佳女配角 1999年 《女生向前走》 | 下一届： 茱蒂·丹契 《濃情巧克力》 |